# Stadion Traktar
Stadion Traktar – stadion piłkarski zlokalizowany w Mińsku. Na tym stadionie rozgrywa swoje mecze MTZ-RIPA Mińsk oraz Zwiazda-BDU Mińsk.